# 3-desoxiantocianina

La estructura química de las antocianinas, el carbono 3 se representa como el grupo R3

Luteolinidin chemical structura

Las 3-desoxiantocianinas son antocianinas sintetizadas por unas pocas especies de plantas, entre las que están el sorgo (Sorghum bicolor), el maíz (Zea mays) y la gloxinia (Sinningia cardinalis). Están involucradas tanto en la defensa de la planta ante el herbivorismo (Snyder y Nicholson 1990) como en su pigmentación (Grotewold et al. 1994), con lo que ha emergido algo de información acerca de su vía biosintética.